# Fronte Popolare Moldavo
Il Fronte Popolare Moldavo fu un movimento politico della Repubblica Socialista Sovietica Moldava, una delle 15 repubbliche dell'ex Unione Sovietica, e della nuova Repubblica Moldava. Formalmente il Fronte esistette dal 1989 al 1992. Esso fu il successore del Movimento Democratico Moldavo (Mişcarea Democratică din Moldova; 1988–89), e gli succedette il Fronte Popolare Cristiano Democratico (Frontul Popular Creştin Democrat, 1992–99) e successivamente il Partito Popolare Cristiano Democratico (Partidul Popular Creştin Democrat, dal 1999).
Il Fronte Popolare fu ben organizzato nazionalmente, con il maggior supporto nella capitale e nelle aree del Paese maggiormente popolate dai moldavi. Tuttavia, una volta al potere, le dispute interne portarono ad un calo del sostegno popolare, frammentandosi in varie fazioni durante i primi mesi del 1993.

## Grande Assemblea Nazionale

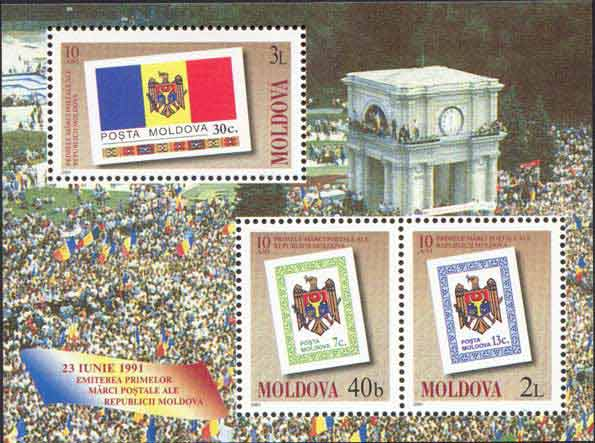

La Grande Assemblea Popolare (Marea Adunare Naţională) fu il primo risultato del Fronte Popolare. I suoi attivisti organizzarono manifestazioni di massa, fra le quali la "Grande Assemblea Nazionale" cui parteciparono 300.000 manifestanti il 27 agosto, dove furono di fondamentale importanza per convincere il Soviet Supremo Moldavo ad adottare una nuova legge sulla lingua il 31 agosto 1989. La legge stabilì la scrittura latina moldova (considerato dai linguisti identico al rumeno) come lingua di stato e il russo come una seconda "lingua di comunicazione interetnica" a fianco del moldavo, nonché la lingua di comunicazione con le autorità sovietiche. Successivamente, quando fu creata l'unità territoriale autonoma, il gaugazo ed il russo furono riconosciuti come ufficiali, accanto al moldavo, in Gagauzia.